# Botetourt megye
Botetourt megye az Amerikai Egyesült Államokban, azon belül Virginia államban található. Megyeszékhelye Fincastle, legnagyobb városa Hollins. Lakosainak száma 33 596 fő (2020. április 1.). Botetourt megye Rockbridge, Bedford, Roanoke, Craig és Alleghany megyékkel határos.

## Népesség
A megye népességének változása:
| Lakosok száma | 33 188 | 33 025 | 33 121 | 33 002 | 33 347 | 33 596 |
|               | 2010   | 2011   | 2012   | 2013   | 2015   | 2020   |